# Сояклари
Сояклари (на македонска литературна норма: Сојаклари) е село в община Велес, Северна Македония. В него функционира начално училище и поща.

## География
Селото се намира в североизточната част на общината, в близост до железопътната линия Велес - Щип -Кочани. Селото е разположено в равнинна местност на надморска височина от 320 м. От Велес е отдалечено на 12 км. Землището му е 14,9 км2, от които обработваемите земи са 924 ха, пасищата 320 ха, а горите 152 ха.

## История
В „Етнография на вилаетите Адрианопол, Монастир и Салоника“, издадена в Константинопол в 1878 година и отразяваща статистиката на населението от 1873 година, Сояклар е посочено като село с 25 домакинства с 16 жители мюсюлмани и 94 българи.
Според статистиката на Васил Кънчов („Македония. Етнография и статистика“) от 1900 година Суяклари е населявано от 200 жители, всички турци.
След Междусъюзническата война в 1913 година селото попада в Сърбия.
На етническата си карта от 1927 година Леонард Шулце Йена показва Суяклар (Sujaklar) като българо-турско село.
Според преброяването от 2002 година селото има 156 жители.
| Националност | Всичко |
| македонци    | 153    |
| албанци      | 0      |
| турци        | 1      |
| роми         | 0      |
| власи        | 0      |
| сърби        | 0      |
| бошняци      | 2      |
| други        | 0      |